# 田中喜乗
田中 喜乗（たなか よしのり、元禄4年（1691年） - 元文5年2月23日（1740年3月20日））は江戸幕府の旗本。農政家・田中休愚の子。別名・休蔵。

## 略歴
享保15年（1730年）3月1日、父の跡を継いで支配勘定格となり、休愚が治めていた武蔵国多摩郡・埼玉郡の3万石の地の支配を任される。
享保17年（1732年）6月11日、武蔵国内で支配地を5000石増加され支配高は3万5470石余となる。
享保19年（1734年）3月2日にはさらに支配地の2万石増加を申し渡される。
元文4年（1739年）2月8日に代官となり、月俸として廩米150俵を給されることとなる。
元文5年（1740年）2月23日に死去。享年50。法名は日理で、浅草の大仙寺に葬られる。

## 大岡支配役人
休愚が死んだ享保14年（1729年）の翌年、田中喜乗は父と同様、大岡越前守忠相支配下の役人となる。大岡は町奉行・寺社奉行を務めるかたわら、関東周辺の農政を掌る関東地方御用掛を兼務しており、喜乗は主に地方御用掛の業務に携わった。
当初は御目見を許されない御家人身分で、享保19年（1734年）時点で支配勘定だった喜乗が30人扶持を給されていたことが、幕閣に提出された町奉行所の人件費の予算明細書に記されている。大岡の尽力によって元文2年（1737年）1月2日の年始御礼の時、同僚の蓑正高と共に初の御目見えを果たす。大岡は元文元年（1736年）4月9日に老中の松平乗邑に喜乗と蓑を正式な代官に就任させるよう上申し、その後もたびたび2人の昇進を進言し続けてきたが、時期尚早として申請の再提出を命ぜられ、元文4年2月にようやく代官就任が実現する。
特殊な役人集団の一員として、地方業務の他にも様々な業務に携わった喜乗は、大岡とも頻繁にやり取りをしており、上坂政形・蓑正高とともに“大岡支配下の三代官”と呼ばれた。
代官の業務の一環として支配所の訴訟も受け付けており、元文2年（1737年）4月に武蔵国橘樹郡（たちばなぐん）菅村（すげむら、現神奈川県川崎市）の百姓十兵衛が千駄ヶ谷村（現渋谷区・新宿区）の九兵衛を訴えた件を大岡が吟味した記録が残されている。
喜乗の死後、彼が支配していた地域は、勘定所所属の代官の預地となる。